# Руско
Руско (фін. Rusko) — громада в провінції Південно-Західна Фінляндія, губернія Західна Фінляндія, Фінляндія. Загальна площа території — 127,90 км, з яких 0,78 км² — вода. 

## Демографія
На 31 січня 2011 в громаді Руско проживало 5821 чоловік: 2895 чоловіків і 2926 жінок. 
Фінська мова є рідною для 97,8% жителів, шведська — для 1,32%. Інші мови є рідними для 0,88% жителів громади. 
Віковий склад населення: 
- до 14 років — 21,75%
- від 15 до 64 років — 64,8%
- від 65 років — 13,37%

Зміна чисельності населення за роками:  
| Рік  | Чисельність |
| ---- | ----------- |
| 1980 | 3361        |
| 1990 | 4542        |
| 2000 | 5174        |
| 2010 | 5816        |
| 2011 | 5821        |